# As 20+ (Edição Especial)
1. REDIRECIONAMENTO Discografia de Calcinha Preta